# Adolf Schill
Adolf Schill   (Stuttgart, 14 de maig de 1848 - Düsseldorf, 10 de novembre de 1911), sovint també Adolph Schill (14 de maig de 1848 - 10 de novembre de 1911), va ser un arquitecte, interiorista, artesà, il·lustrador i pintor alemany de l’historicisme. Com a professor universitari va treballar a la Kunstakademie Düsseldorf entre 1880 i 1911, contribuint així a donar forma a la fase posterior de l'escola de pintura de Düsseldorf. Estudiants d'escultura també van estudiar amb ell.

## Biografia
Nascut a Stuttgart, Schill va assistir a l’Acadèmia Estatal de Belles Arts de Stuttgart des de 1864 fins a 1870, on va ser presentat per l'eclèctic Christian Friedrich von Leins va ser ensenyat en arquitectura i Adolf Gnauth en estilística. De 1870 a 1874, va aprofundir en els seus coneixements d'arquitectura mentre construïa el Ringtheater de Viena amb Emil von Förster. Després es va embarcar en un Gran Tour de dos anys a Itàlia, que va tenir un impacte durador en el seu sentit de la bellesa. Més tard va tornar a viatjar a Itàlia diverses vegades. Entre 1876 i 1880, Schill, successor de Wilhelm Sophonias Bäumer – va editar la revista Gewerbehalle, "l'òrgan per al progrés en totes les branques de la indústria de l'art" publicat per l’ Engelhorn Verlag de Stuttgart. El 1880 Schill, succeint Wilhelm Lotz, que havia mort sobtadament el 1879 – esdevingué professor de decoració i ornamentació a l'Acadèmia d'Art de Düsseldorf; va ocupar aquest càrrec fins al final de la seva vida el 1911. Com a cap d'una classe de l'anomenada "decoració" o "arquitectura", va ensenyar a molts estudiants els coneixements bàsics d'estil i arquitectura, indispensables per a l'execució de murals monumentals. Va compilar una col·lecció de Gypsabgüsse aus kunstgewerblichen und dekorativen Mustern amb finalitats docents. Les pintures a l'aquarel·la de Schill, que va produir després dels estudis de viatges, van tenir una gran influència en els seus estudiants. Com molts altres actors de l'escena artística de Düsseldorf, Schill era membre del Malkasten. A la vida pública de Düsseldorf, Schill va aparèixer com a jutge en concursos per a la construcció de monuments, com el Moltkedenkmal .
El 1882, Schill es va casar a la Trinitatiskirche d’Elberfeld amb Emmy Simons (30 d'agost de 1858 a Elberfeld), una neboda de l'arquitecte Walter Kyllmann, que li va donar els fills Lisbeth, Adolf, Addy i Lore Schill .. El 1889, Schill vivia amb la seva família a Blumenstraße 12, en aquell moment un carrer d'un barri d'edificis nous Gründerzeit de Düsseldorf. El gener de 1912, Schill va ser homenatjat per una exposició commemorativa al Kunstgewerbemuseum Düsseldorf . El discurs commemoratiu va ser pronunciat per Heinrich Kraeger.

## Obra

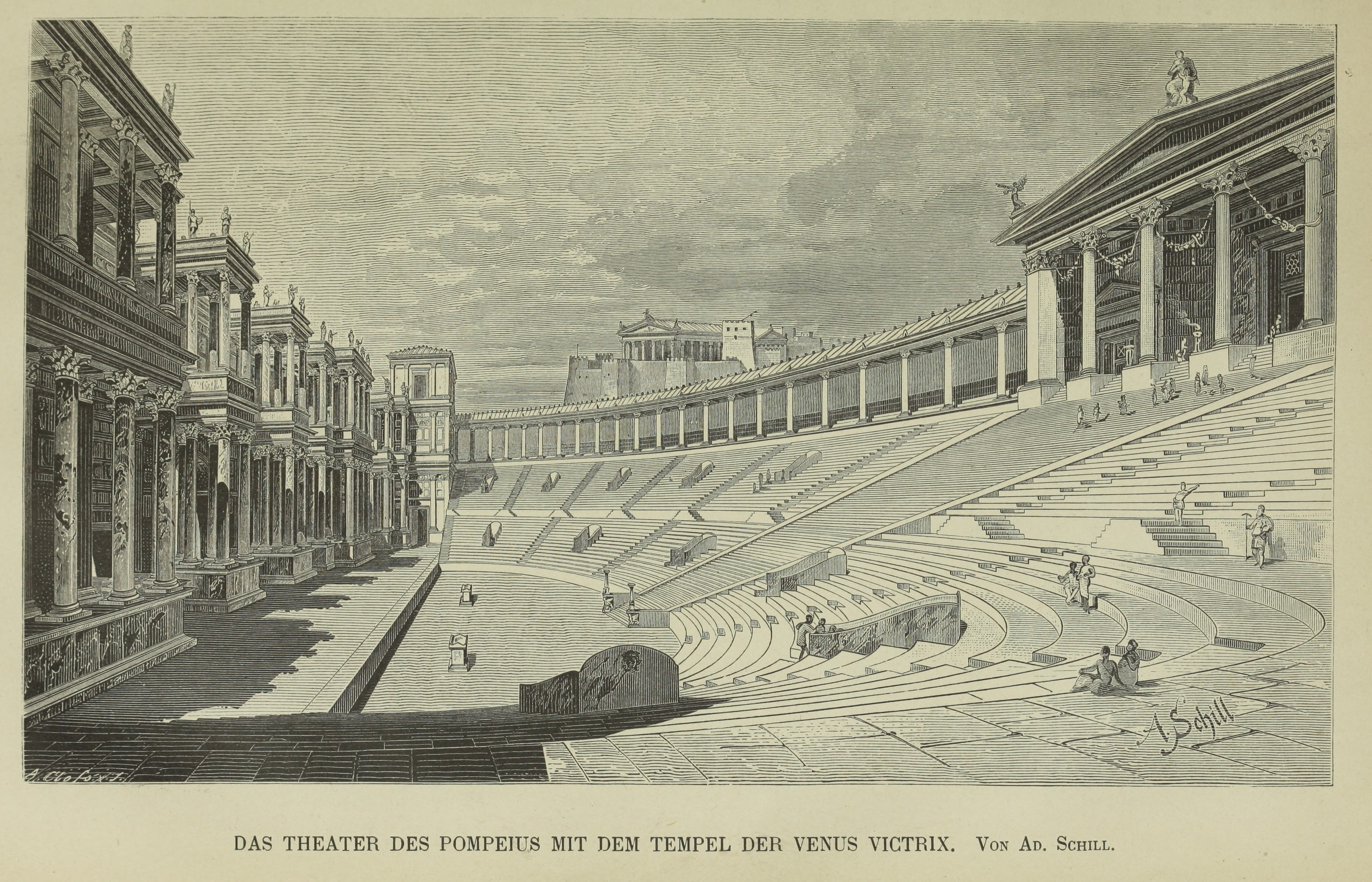
Das Theater des Pompejus mit dem Tempel der Venus Victrix, il·lustració del llibre

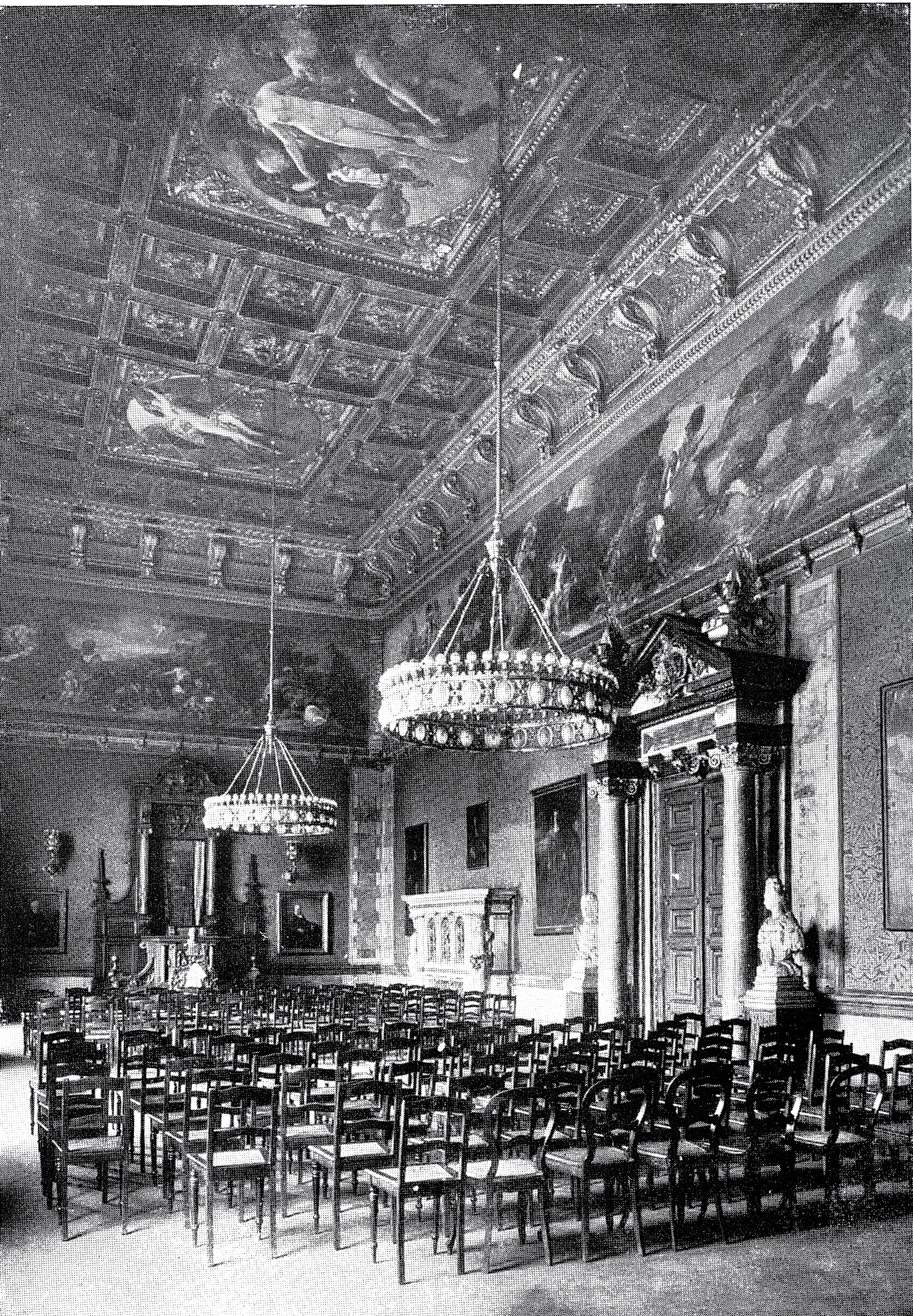
Aula de la Kunstakademie Düsseldorf, ca. 1900

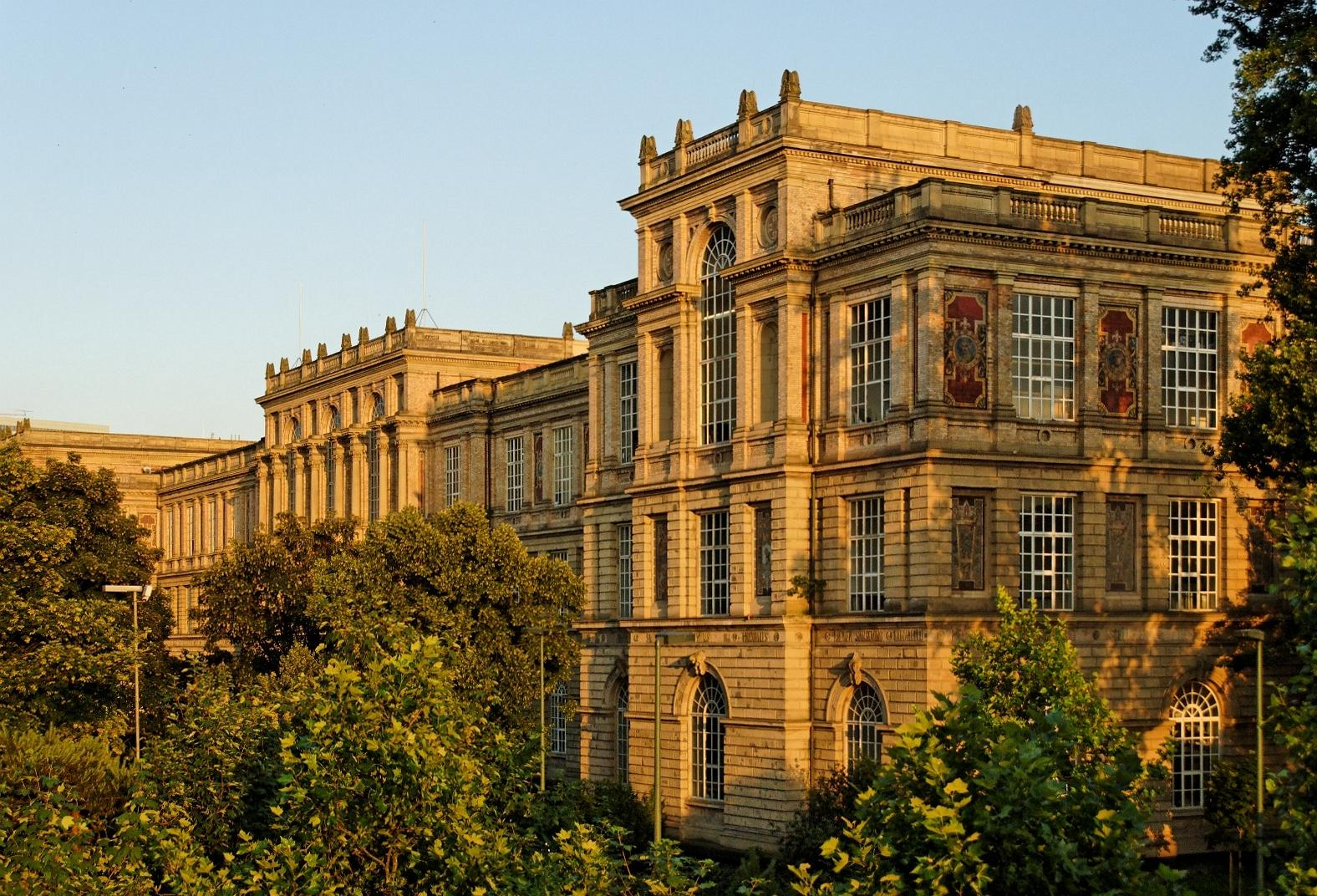
Mosaics de pins a les façanes de la Kunstakademie Düsseldorf

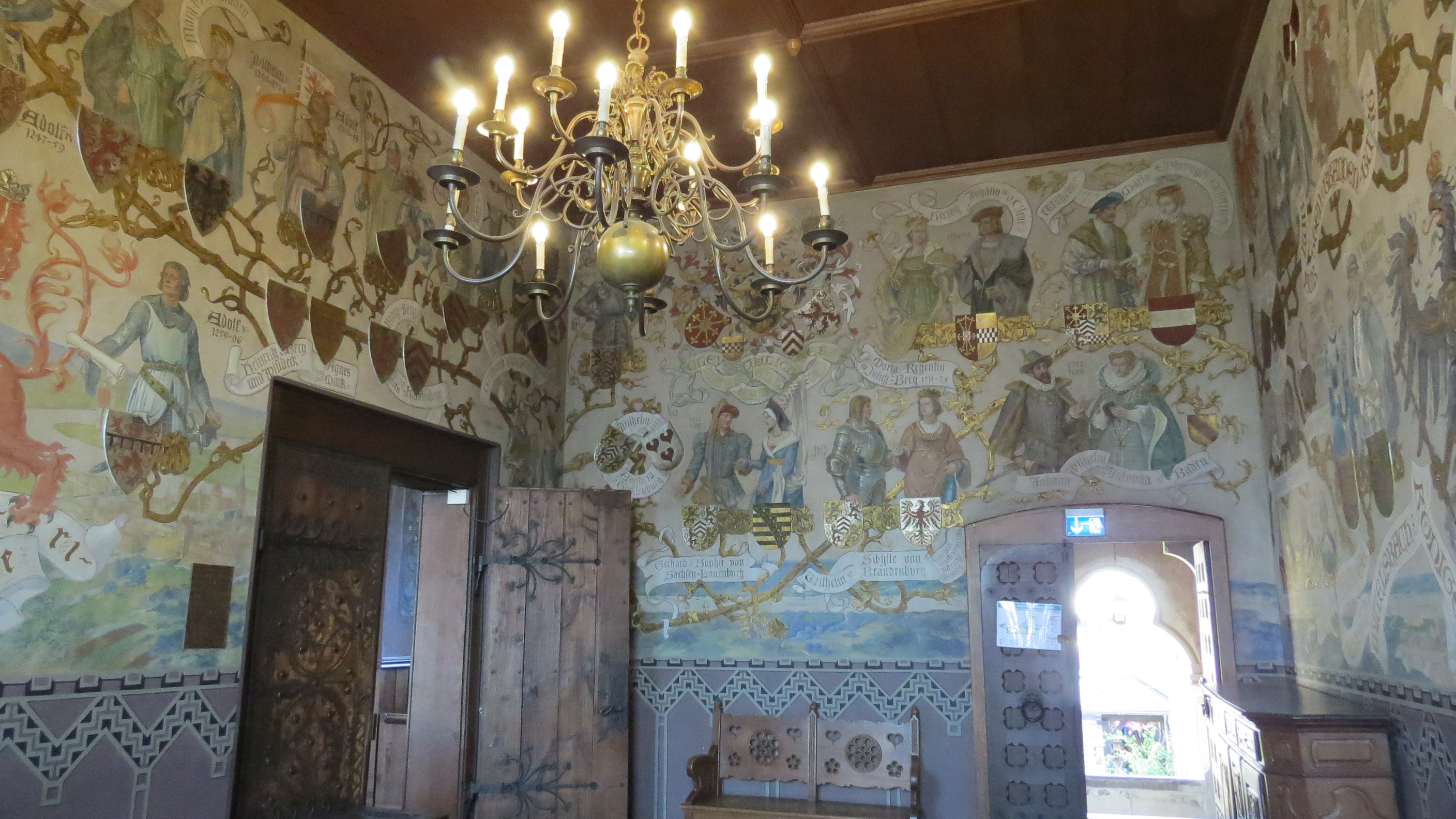
Mural Stammbaum der bergischen Herrscher a la sala ancestral del Burg Castle

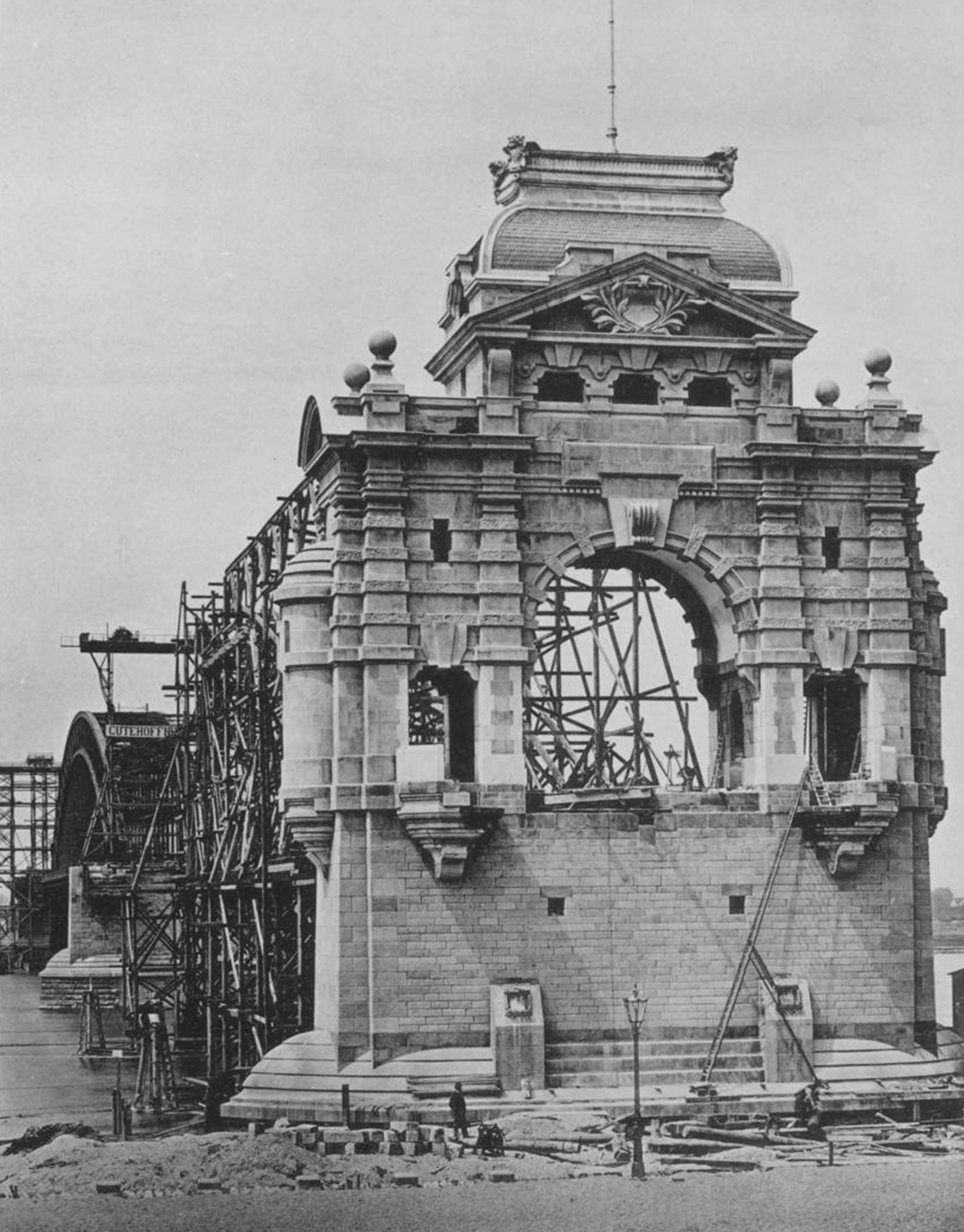
Moll de la riba dreta de l'antic Oberkasseler Brücke després de la seva finalització, 9 juny 1898

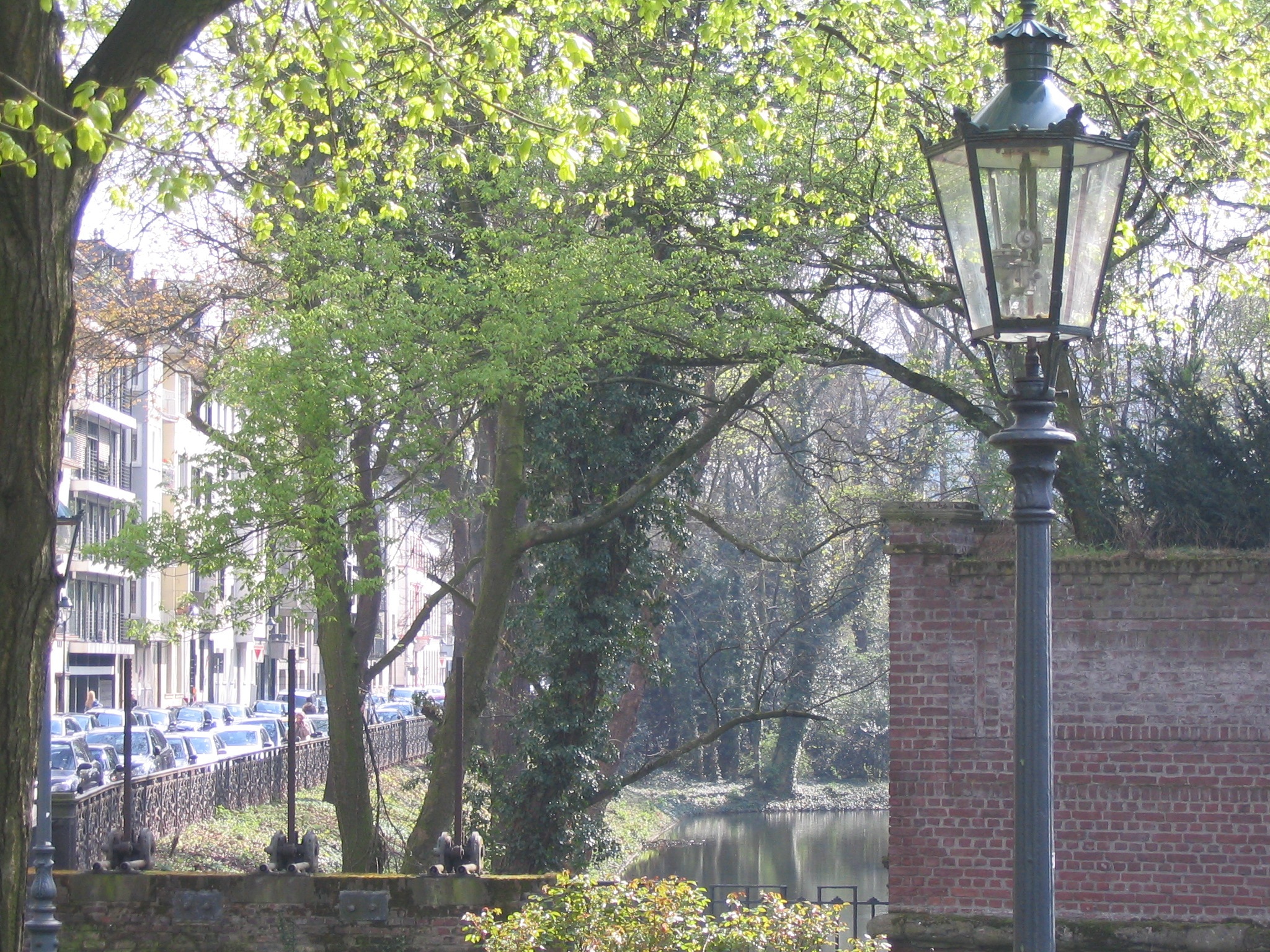
Barana del pont de l'antic Oberkasseler Brücke (esquerra), Avui parapet a Spee’scher Graben a Carlstadt, foto 2012

Com a pintor, Schill era conegut a finals del segle XIX, al costat d’Adolf Seel, sobretot per les aquarel·les que representaven "peces arquitectòniques", especialment les impressions arquitectòniques d'Itàlia. En l'àmbit de les arts i l'artesania, a partir de la dècada de 1870 va crear il·lustracions així com les anomenades peces ornamentals i vinyetes com a decoració de llibres. Després d'un viatge d'estudis a Bèlgica el 1870, va publicar els esbossos de viatge que hi va fer amb motius arquitectònics. El 1891, Schill va ser convocat per dissenyar el Saló de la Pau a l’Ajuntament d'Osnabrück.
Com a arquitecte, Schill va acceptar diversos encàrrecs privats. Una oportunitat especial per a ell de realitzar les seves idees arquitectòniques va arribar a finals del segle XIX quan el banquer i regidor de la ciutat Moritz Leiffmann (1853–1921) li va encarregar la construcció de la vil·la de classe alta Villa Leiffmann al districte de Düsseldorf. Golzheim. Schill va dissenyar un edifici eclèctic amb una façana de doble torre que recordava una vil·la del Renaixement italià. A Düsseldorf, el pintor Georg Oeder també el va consultar per a la decoració interior del seu Wohnhaus am Hofgarten. Fins a la dècada de 1890, Schill, juntament amb Peter Janssen, va desenvolupar el mobiliari decoratiu per a la sala d'actes de la Nova Acadèmia de les Arts de Düsseldorf, que es va acabar el 1879. El molt aclamat Gesamtkunstwerk es va mostrar a desconeguts interessats per un preu a finals de la dècada de 1890. En el curs de la seva "reforma de l'acadèmia" cap a 1930, el director de l'acadèmia Walter Kaesbach va fer retirar el mobiliari històric de l'auditori excepte les pintures de Janssen i va fer decorar les parets amb or, una mesura criticada per Paul Clemen el 1944 com a injustificada.
Una altra col·laboració entre Schill i Janssen va donar lloc a làpides a Kleve, Dortmund i Düsseldorf. També va dissenyar els ornaments de taula de plata presentats per la província prusiana del Rin i la província de Westfàlia al príncep hereu i la princesa hereu alemanys per a les seves noces el 1881. L'any 1894 es van crear estufes de maiòlica a Meissen per a la Sala del Rei i el Gran Saló de la Societat Casino zu Coblenz segons dissenys de Schill. En els anys 1896 a 1898 Schill va dissenyar l'arquitectura històrica del Portal de l’Oberkasseler Brücke. La barana del pont historicista dissenyada per Schill va formar part del primer pont d'Oberkassel construït poc abans del canvi de segle, que va ser volat per les tropes alemanyes en retirada el març de 1945. Després que el pont improvisat fos desmantellat el 1973, parts de la barana del pont forjada amb ornamentació es van reutilitzar com a parapets a Poststraße (Spee'scher Graben) i a Haroldstraße (Schwanenspiegel, Parkanlage am Ständehaus). Cap al 1900, Schill va crear els pinmosaics a la façana exterior dels pisos superiors de l'Acadèmia de les Arts de Düsseldorf.
De 1901 a 1902 Schill, juntament amb Josef Kleesattel, va ocupar la direcció arquitectònica general de l’Industrie- und Gewerbeausstellung Düsseldorf, després del primer director artístic Georg Thielen . havia mort inesperadament el febrer de 1901. Juntament amb Kleesattel, també va completar els treballs de disseny i construcció de la seva nau industrial principal, en el disseny de la qual havia intervingut personalment el Kaiser Guillem II. També va dissenyar, juntament amb Kleesattel, el pavelló de la Rheinische Metallwaren- und Maschinenfabrik, construït sobre una petjada de 30 metres per 40 metres, que també es trobava a l'avinguda principal de l'exposició. Fins al 1904 va ser cap del departament de construcció de l'Exposició Internacional d'Art i Gran Exposició Hortícola de Düsseldorf. Entre 1896 i 1908, Schill, juntament amb el conservador provincial Paul Clemen, els professors de l'acadèmia Eduard von Gebhardt i Peter Janssen, Ä. així com altres artistes - va donar suport a la pintura de la Sala dels Cavallers de Schloss Burg an der Wupper. Amb el seu col·laborador Johannes Osten, va crear un arbre genealògic dels governants de Bergian amb ornamentació gòtica.